# Casque wz.63

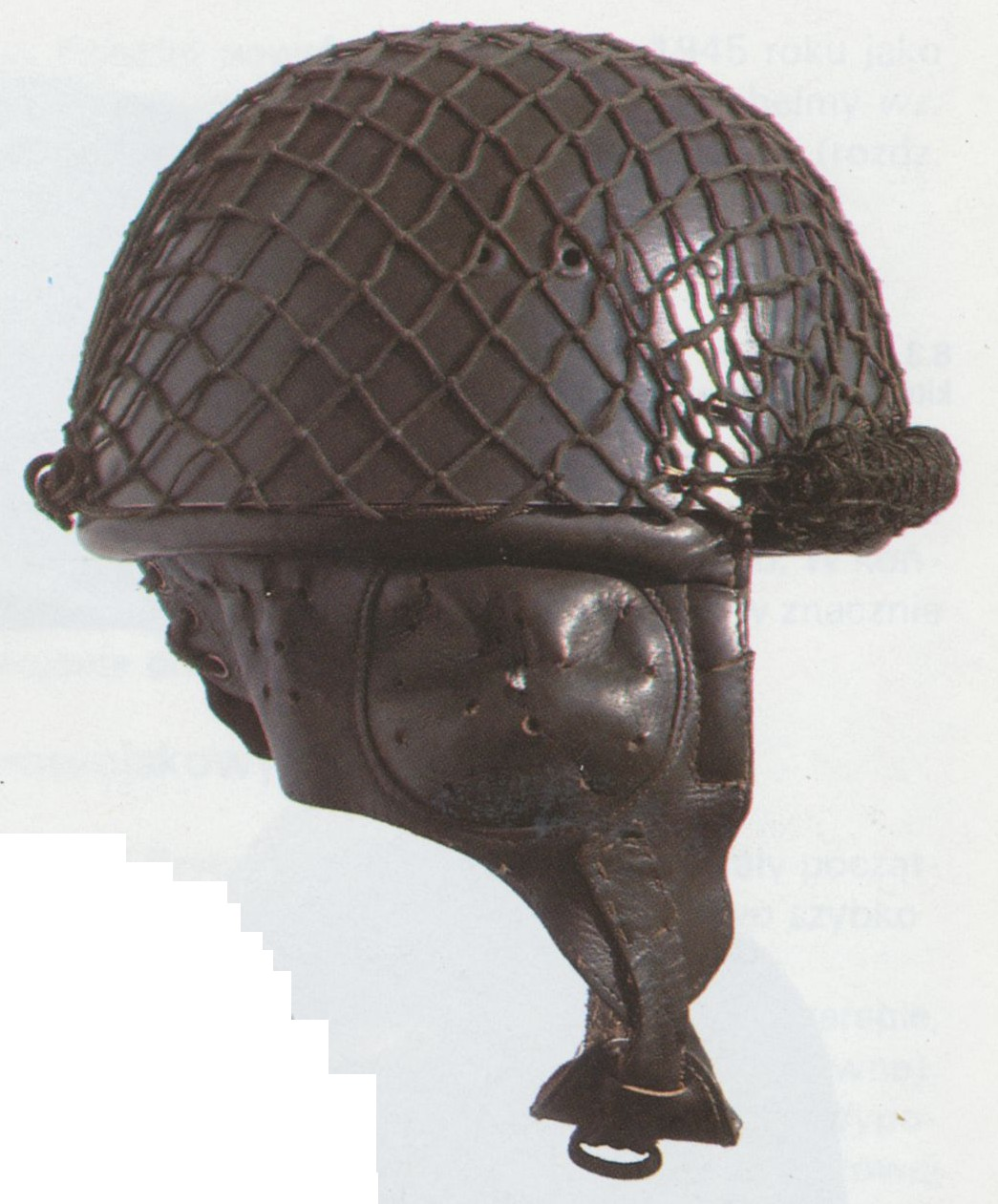
Casque wz. 63

Le casque wz.63 est un casque de combat polonais utilisé par les troupes aéroportées. Il a été introduit dans les années 1960.
Sa coque a la forme d'une calotte ovale, sans visière ni nuquière. Ses dimensions sont: hauteur 140 mm, longueur 245 mm (243 mm après modifications), largeur 206 mm (213 mm après modifications). La masse du casque complet est de 1,5 kg environ. La coque est dotée de quatre œillets d'aération (deux de chaque côté).
La coiffe est presque la même que celle du casque wz.50, la seule différence est un amortisseur supplémentaire en mousse. Les bords du casque sont protégés par un bourrelet, la jugulaire à larges oreillettes de cuir enveloppe entièrement la nuque et comporte deux pochettes latérales pour recevoir des écouteurs.
Le casque est revêtu d'un enduit kaki mat. Il est aussi équipé d'un filet de camouflage ou d'un couvre-casque.